# Lignières-Châtelain
Lignières-Châtelain è un comune francese di 348 abitanti situato nel dipartimento della Somme nella regione dell'Alta Francia.

## Società

### Evoluzione demografica
Abitanti censiti